# گروه اریون
گروه اریون (انگلیسی: Orion Group) شرکت خوشه‌ای بنگلادشی است.